# Callopistria latreillei
Callopistria latreillei är en fjärilsart som beskrevs av Philogène Auguste Joseph Duponchel 1827. Callopistria latreillei ingår i släktet Callopistria och familjen nattflyn. Inga underarter finns listade i Catalogue of Life.